# Jordcirkus

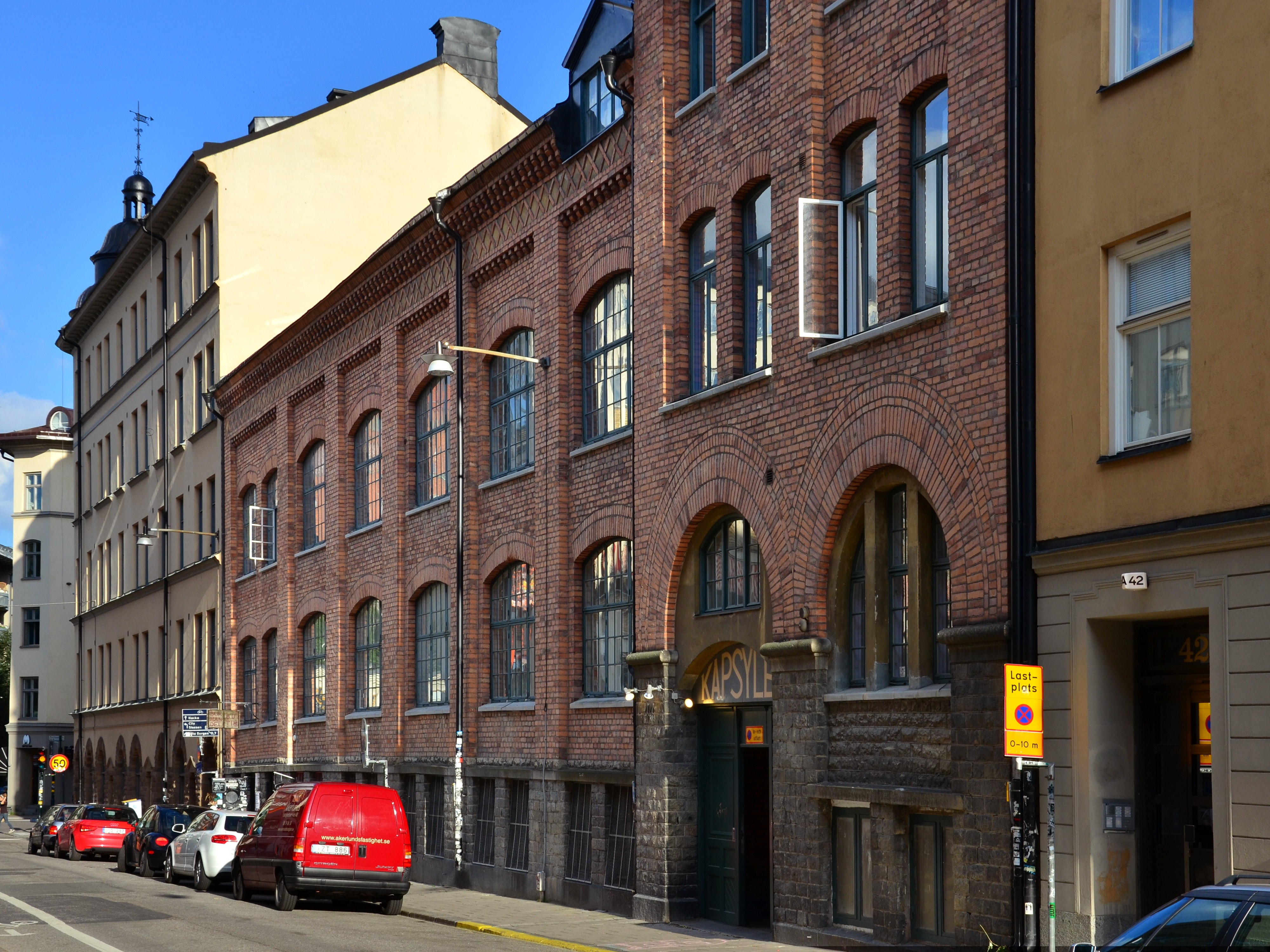
Kollektivhuset Kapsylen, på Tjärhovsgatan i Stockholm, där Jordcirkus hade sin scen och repetitionslokal fram till mitten av 1980-talet. Foto 2012.

Jordcirkus var en fri teatergrupp från Stockholm verksam 1977 –1994. Gruppen skapade inte enbart föreställningar, utan använde även teater som ett socialt verktyg.

## Historia
Gruppen bildades efter genomförandet av Ekopositivet. Ekopositivet var ett massgatuteaterspektakel mot kärnkraft. Det planerades av ett tjugotal unga teaterarbetare efter initiativ från Chris Torch som tidigare arbetat med Living Theatre från USA. 350 amatörer framförde Ekopositivet på Sergels Torg i Stockholm 31 maj 1977 efter att ha repeterat i två dagar.
Förutom Chris Torch var bl.a. Peter Bergared och Marika Lagercrantz med från början i Jordcirkus.
Under sommaren gjordes ytterligare en gatuteateraktion Jordarbete med många deltagare, och man spelade gatupjäsen Kärnarbete.
Hösten 1977 flyttade gruppen in i de ockuperade husen i kvarteret Mullvaden på Södermalm i Stockholm. Jordcirkus var drivande i ockupationen, och vid skapandet av Mullvadsoperan tillsammans med poeten Erkki Lappalainen och musikern Bill Alsted. Mullvadsoperan, som Sveriges Radios teaterredaktion sa var årets viktigaste föreställning, var en gatuopera som framfördes på Mariatorget, Södermalmsskolans skolgård och framför de ockuperade husen på Krukmakargatan, samt senare på turné i Skandinavien.
Under Mullvadstiden tillkom nya medlemmar. Förutom Torch, Bergared och Lagercrantz tillkom Vivi Havia, Nina Lugn, Juan Rodriguez samt Ing-Marie Freijd, där alla utom Freijd var med till slutet. I början av 1980-talet utökades gruppen med Morena Schmidt, Kaj Granander, producenten Inger Järlebro samt musikerna Nils Personne och Andreas Hedwall, i slutet av 1980-talet tillkom Lotta Tejle och Kerstin Bragby.
Efter Mullvaden var Jordcirkus ett kollektiv som bodde i två lägenheter i Östberga och senare i ett antal lägenheter i ett och samma hus i Skarpnäck. Man sökte dela på praktiska uppgifter såsom barnpassning mm. Alla inkomster, privata eller från gruppens arbete, lades i den gemensamma kassan. Gruppen hade gemensam ekonomi, till var och en efter behov.
I början av 1990-talet tog allt fler Jordcirkusmedlemmar arbete utanför gruppen, samtidigt som man anställde folk utifrån. I samband med det avvecklades den gemensamma kollektiva ekonomin. Sommaren 1994 beslutade man att gruppen skulle läggas ned lagom till dess 18-årsdag i maj 1995 då man ansåg att det inte fanns någon sammanhållen grupp längre. Den ekonomiska verkligheten kom dock i mellan, då man gjorde en föreställning som blev mycket försenad samt även innebar oväntade kostnader. Ekonomin gled gruppen ur händerna och Jordcirkus gick i konkurs 1994.
Festivalen Re: Orient och organisationen Intercult skapades inom Jordcirkus ramar men kom senare att bli självständiga verksamheter.

## Aktiviteter
Jordcirkus arbetade många gånger i förorter för att skapa träffpunkter, lokala traditioner med hjälp av teater och musik. Hela gruppen flyttade vid några tillfällen in i ett bostadsområde och arbetade där med skolor och föreningsliv, spelade både utom- och inomhusföreställningar, kabaréer samt genomförde gatuparader. Detta gjordes under kortare och längre tid i bl.a. Gävle, Upplands-Väsby, Vårbygård, Århus i Danmark, senare i Skarpnäck där gruppen också bodde.
Gruppen var även aktiv i det som kallades ickevåldsnätet som genomförde ett antal demonstrationer/aktioner, främst vid ambassader mot de kryssningsmissiler som på 1980-talet var placerade runt om i Europa. Gruppen deltog med kabarénummer vid olika manifestationer för fred.
Man gav även teaterkurser, inom och utom Sverige, främst i gatuteatertekniker. De resulterade i ett antal mindre pjäser om aktuella frågor.
Efterhand fick Jordcirkus bidrag från både stat, län och kommun. Repetitionslokal låg i kulturhuset Kapsylen på Tjärhovsgatan. 1983 byggde man om replokalen till en teater som kallades Manegen.
Jordcirkus arbetade sällan med skriven dramatik. Oftast växte föreställningarna fram efter improvisationer många gånger med utgångspunkt från en roman eller novell. Arbetet med en föreställning kunde ta lång tid, avbröts många gånger av turnéer med de föreställningar som fanns i repertoaren. Formen var en fysisk ibland poetisk spelstil. 
Marika Lagercrantz var för det mesta regissör tillika dramatiker/dramaturg.  
Jordcirkus är en av de svenska grupper som turnerat mest utanför Sverige. De spelade i Norge, Danmark, Finland, Västtyskland, Polen, Österrike, Belgien, Frankrike, Schweiz, Spanien, Italien och USA. 
Gruppen turnerade med en repertoar på 4–5 olika föreställningar. Gatuföreställningarna och barnföreställningarna spelades alltid på landets språk.  
Tillsammans med Teater9 och Teater Schahrazad arrangerade Jordcirkus den internationella festivalen Scensommar i Stockholm 1982 och 1985.  

## Föreställningar i urval
Gatu- och utomhusföreställningar:
Kärnarbete
Fågelväg
Press-Stopp
Svinkallt (efter Orwells Djurens gård)
Röda Nejlikan (av Åsa Melldahl efter baronessan Orczy)
Vuxenföreställningar:
Jordbävning
Blodsband (efter Gabriel García Márquez 100 år av ensamhet)
Lov till det omöjliga (av Rose Lagercrantz)
Duellen (efter två noveller av Joseph Conrad)
Vilken djävla Björnebo  
Varulven (av John Schneider)
Kanelbiten (av Mia Törnqvist efter Lars Ahlin)
Sprängdeg och tulpaner (av Mia Törnqvist)
Sarajevo- Tales of a city (av Goran Stefanovski, i samarbete med Intercult)
Barnföreställningar:
Draken (efter Frances Hodgson Burnett En liten prinsessa) 
Tjänare Spöke 
Allra käraste syster (efter Astrid Lindgren) 
Gudar på äventyr (Sex olika berättarföreställningar från Grekisk mytologi. Perséus, Amor och Psyke, Dionysos, Artemis, Demeter, Orfeus och Eurydike) 
Föreställningar med Jordcirkus samt 50-100 amatörer:
Mullvadsoperan (med husockupanter)
En julsaga (efter Charles Dickens med amatörgruppen Näktergalningarna under 4 år)
Nyårsmysteriet (med amatörgruppen Näktergalningarna)
Orfeus & Eurydike (med Rinkeby Sambaskola och Tensta gymnasium)
Vargtimme (med amatörgruppen Näktergalningarna)
Mirakelspel (under 4 år med Skarpnäcks alla skolbarn)    

## Utmärkelser
1981 tilldelades Jordcirkus Grand prize för bästa gatuföreställning vid International Street Theatre Festival, Hamburg (Tyskland). Med föreställningen Blodsband fick Jordcirkus representera Sverige på den internationella teaterfestivalen Theatre of Nations i Nancy (Frankrike) 1983 och i Baltimore (USA) 1986. Den utsågs 1986 av pressen i San Francisco till årets bästa föreställning. Dessutom blev gruppens alla medlemmar hedersmedborgare i Minneapolis (USA) efter att ha spelat sin repertoar där. Allra käraste syster fick svenska teaterkritikernas pris 1992.